# ایزابل پیتر
ایزابل پیتر (انگلیسی: Isabelle Petter؛ زادهٔ ۲۷ ژوئن ۲۰۰۰) بازیکن هاکی روی چمن زن اهل بریتانیا است.